# Neoantistea santana
Neoantistea santana är en spindelart som beskrevs av Chamberlin och Ivie 1942. Neoantistea santana ingår i släktet Neoantistea och familjen panflöjtsspindlar. Inga underarter finns listade i Catalogue of Life.